# Athemellus bimaculicollis
Athemellus bimaculicollis es una especie de coleóptero de la familia Cantharidae.

## Distribución geográfica
Habita en Shaanxi China.